# Sir Seretse Khama International Airport
Sir Seretse Khama International Airport (IATA: GBE, ICAO: FBSK) är en internationell flygplats belägen 10 km norr om Gaborone, Botswana. Flygplatsen öppnades 1984 och bär namn efter sir Seretse Khama, Botswanas förste president.

## Destinationer
| Flygbolag             | Destinationer                                           |
| --------------------- | ------------------------------------------------------- |
| Air Botswana          | Francistown, Harare, Johannesburg, Kasane, Lusaka, Maun |
| Kenya Airways         | Nairobi                                                 |
| South African Airways | Johannesburg                                            |